# 1 Rosyjski Zagraniczny Batalion Szkoleniowy
1 Rosyjski Zagraniczny Batalion Szkoleniowy (niem. Lehrbatallion für Feind-Abwehr und Nachrichtendienst, ros. 1-й русский зарубежный учебный батальон) – kolaboracyjny oddział wojskowy Abwehry złożony z Rosjan podczas II wojny światowej
Batalion został sformowany przy sztabie niemieckiej Grupy Armii „Północ” pod koniec 1941. Faktycznie był on oddziałem wywiadowczo-dywersyjnym, a jego oficjalna nazwa miała to zamaskować. Batalion znajdował się pod zwierzchnością Sztabu „Walli”, mieszczącego się w Sulejówku pod okupowaną Warszawą. Na czele oddziału stanął biały emigrant rosyjski Boris Smysłowski, mający stopień Sonderführera-K. Początkowo w skład oddziału wchodzili tylko emigranci, ale po pewnym czasie zaczęto przyjmować w jego szeregi także dezerterów i b. jeńców wojennych z Armii Czerwonej. Batalion miał służyć jako główny ośrodek działań wywiadowczo-dywersyjnych skierowanych przeciwko Sowietom, prowadzonych na tyłach frontu wschodniego. W jego ramach prowadzono szkolenia w zakresie zbierania informacji wywiadowczych o przeciwniku. Na bazie oddziału na przełomie 1941/1942 Niemcy sformowali dwanaście batalionów (faktycznie ośrodków wywiadowczych), tworzących tzw. Grupę Północną. Otrzymały one zbiorczą nazwę 1001 Rosyjskiego Pułku Wywiadowczego Grenadierów, którego inspektorem został Smysłowski.